# Coldwell
Coldwell var en civil parish 1866–1958 när det uppgick i Kirkwhelpington, i grevskapet Northumberland i England. Civil parish var belägen 17 km från Bellingham och hade 5 invånare år 1951.